# 330. skvadron

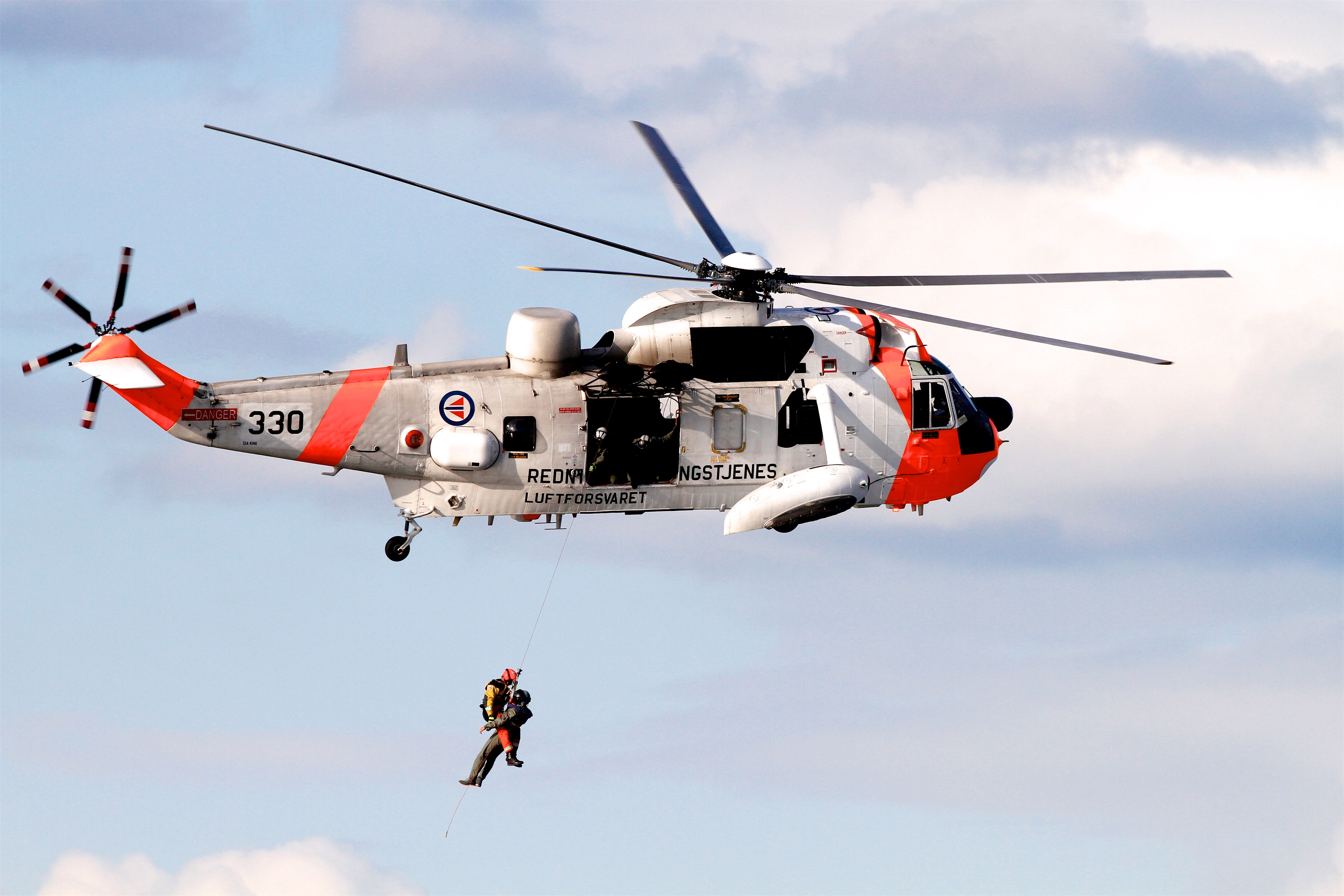
En Sea King från 330 skvadron förevisar winsching av ytbärgare. Helikoptertypen var i bruk fram till 2023.

330. skvadron är en flygskvadron inom norska flygvapnet som verkat i olika former sedan 1941. Förbandsledningen är förlagd vid Sola flygbas, Stavanger, Norge.

## Historia
330. skvadron upprättades 1941 under andra världskriget på Island och som idag är den äldsta operativa enheten i Norges flygvapen. 
I nuvarande form sattes skvadronen upp 1973, efter att ha lagts ned och återinrättats flera gånger. Sedan 1973 är den ansvarig för norska statens räddningshelikoptrar och har som huvuduppgift att genomföra Search and Rescue-uppdrag, med ambulansflyg, katastrofhjälp och särskilda insatser som sekundära uppgifter. 330 skvadron ingår under 139 Luftving på Bardufoss flystasjon, men dess ledning finns på Sola flygbas nära Stavanger.
330. skvadron har sex underenheter lokaliserade i Banak flystasjon i Finnmark, Luftforsvarsbase Bodø i Nordland, Ørland flystasjon i Trøndelag, Sola flystasjon i Rogaland, Rygge flystasjon i Østfold och Helikopterbasen i Florø i Sogn og Fjordane. 

## Historik
Skvadronen upprättades i april 1941 utanför Reykjavik i Island för att eskortera konvojer och patrullera efter ubåtar och fientligt flyg. Avdelningar inrättades också i Akureyri och i Budareyri på östkusten. Skvadronen var ursprungligen utrustad med 18 Northrop N-3PB sjöflygplan. Eftersom dessa hade dålig räckvidd kompletterades flottan med fem Catalina-flygplan 1942. 
Vid årsskiftet 1942/1943 flyttade skvadronen till Oban i Skottland, med byte av flygplan till Short Sunderland, och flyttade senare under 1943 till Sullom Voe på Shetland. 
Efter andra världskriget grupperades skvadronen på Sola flygbas, som då svarade för transportflyg under en period, tills den lades ned i december 1945. Under 1950-talet återinrättades 330 skvadron, med jaktflygplan av typ Republic F-84 Thunderjet samt under 1960-talet för havsövervakning 1963–1968 med Grumman Albatross. År 1970 beställdes 10 helikoptrar av typen Sikorsky/Westland Sea King Mk43 och dessa togs i tjänst i maj 1973. Helikoptrarna har under åren de varit operativa löst cirka 45 000 sök- och räddningsuppdrag. 2017 togs beslut om att ersätta de äldre helikoptrarna med nya Augusta-Westland AW101-612 SAR Queen-helikoptrar. Under 2020 börjades helikoptertypen fasas in och 11 december 2023 gick Rygge flystasjon som sista bas över på beredskap på den nya helikoptertypen. Därmed togs Sea King-helikoptrarna ur bruk i Norges flygvapen efter 50 års användning.

## Bildgalleri

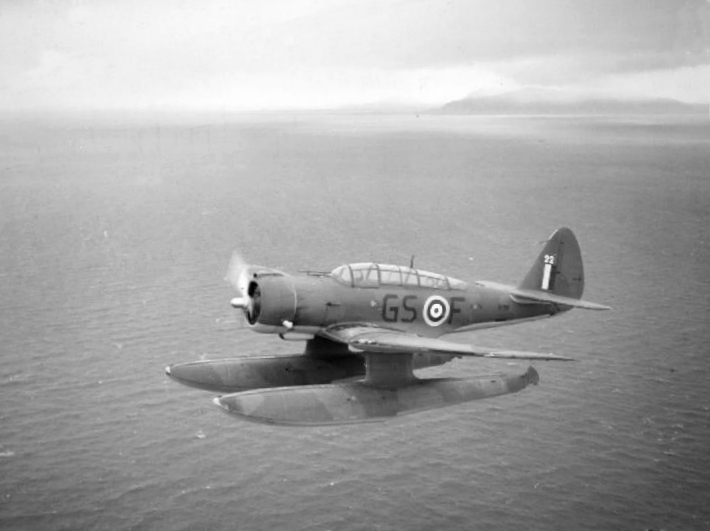
Northrop-N3PB
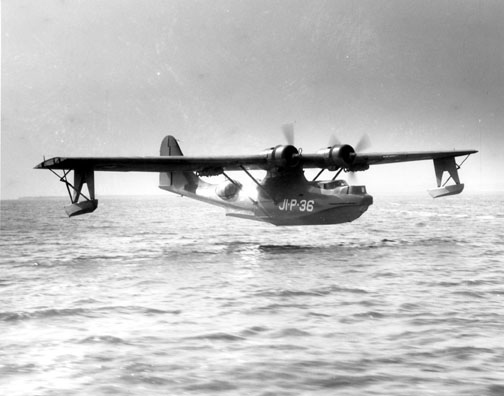
Consolidated PBY Catalina
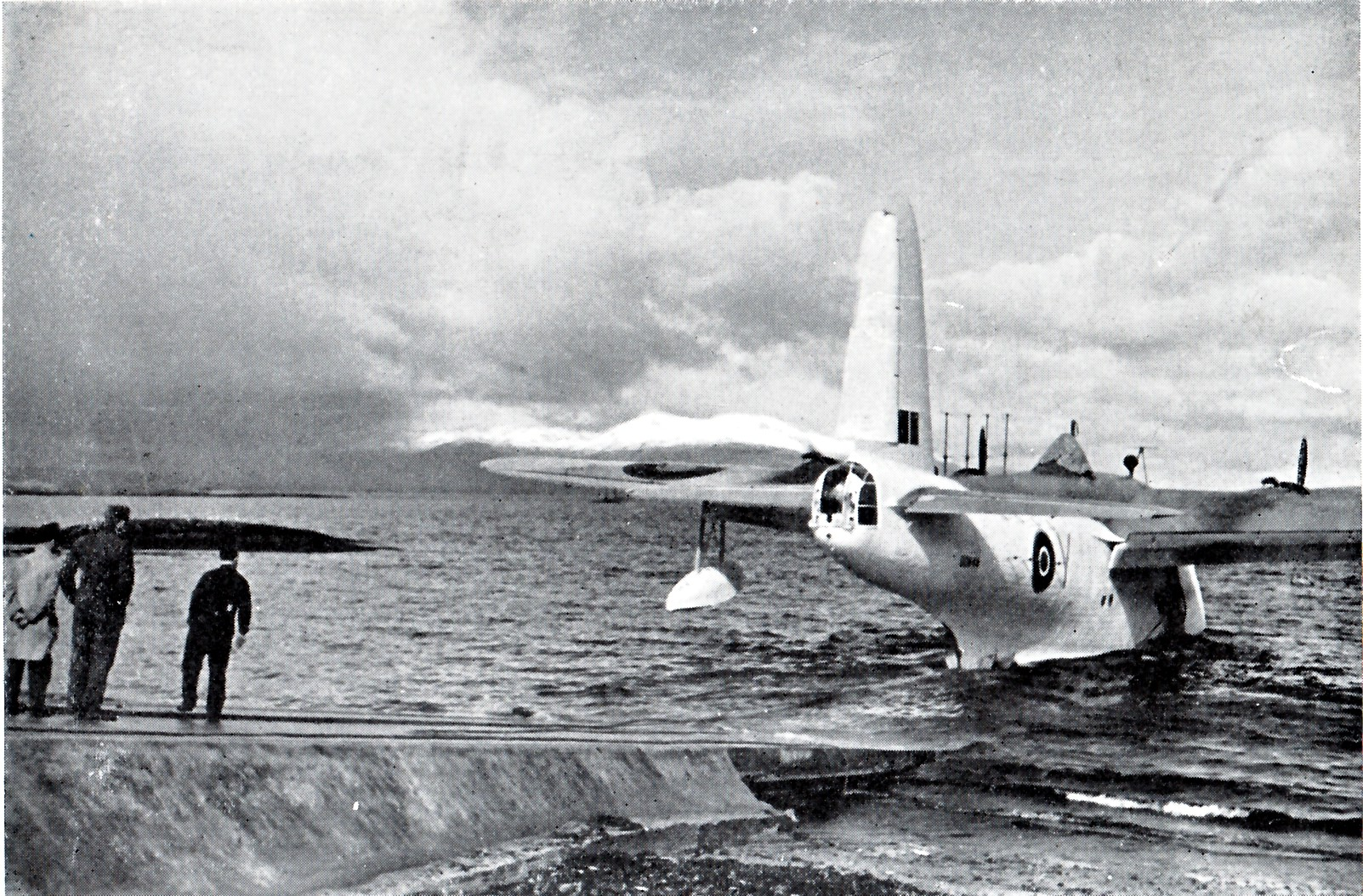
Short Sunderland från 330 skvadron
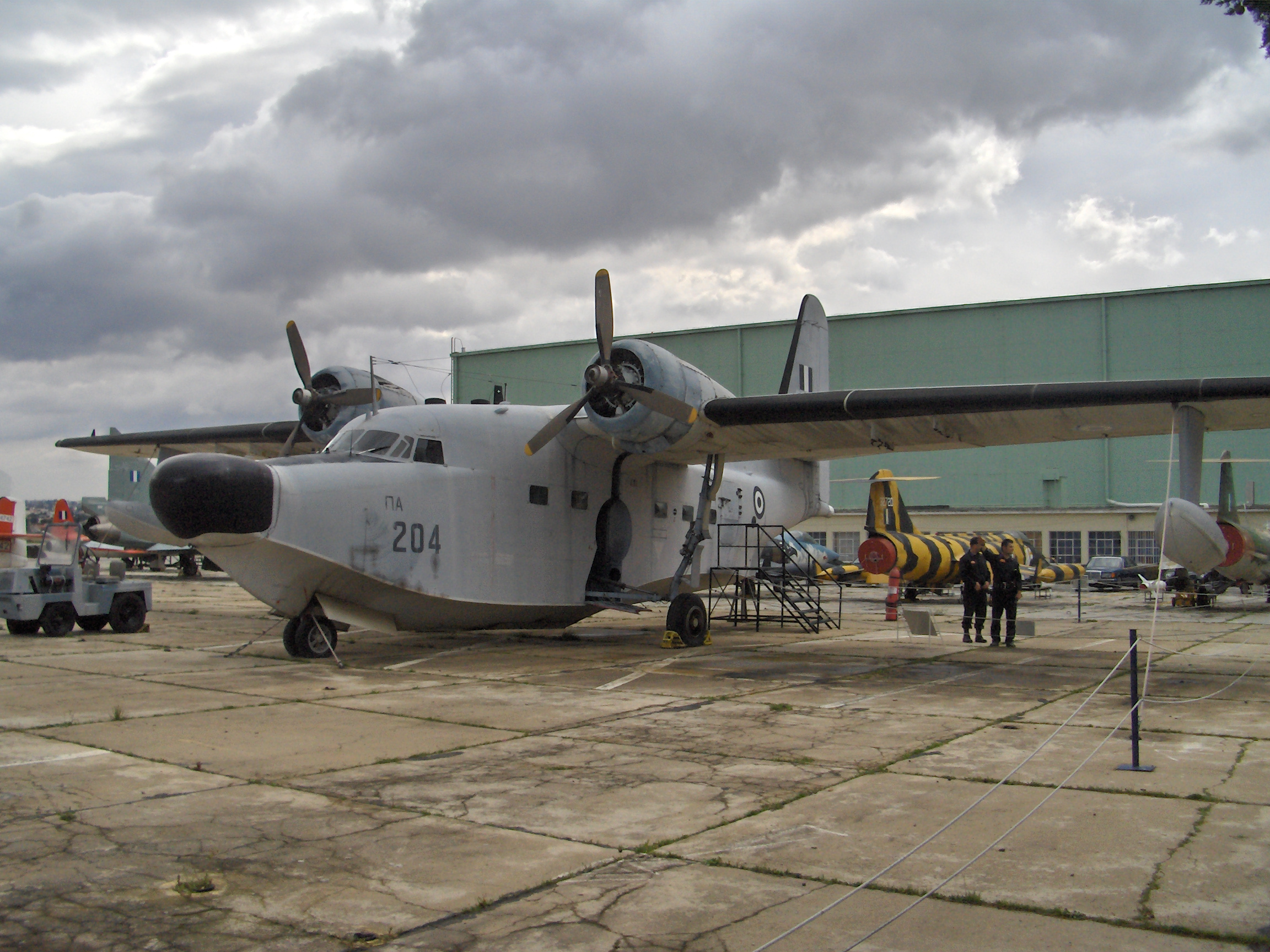
Tidigare norsk Grumman Albatross, köpt av Greklands flypvapen
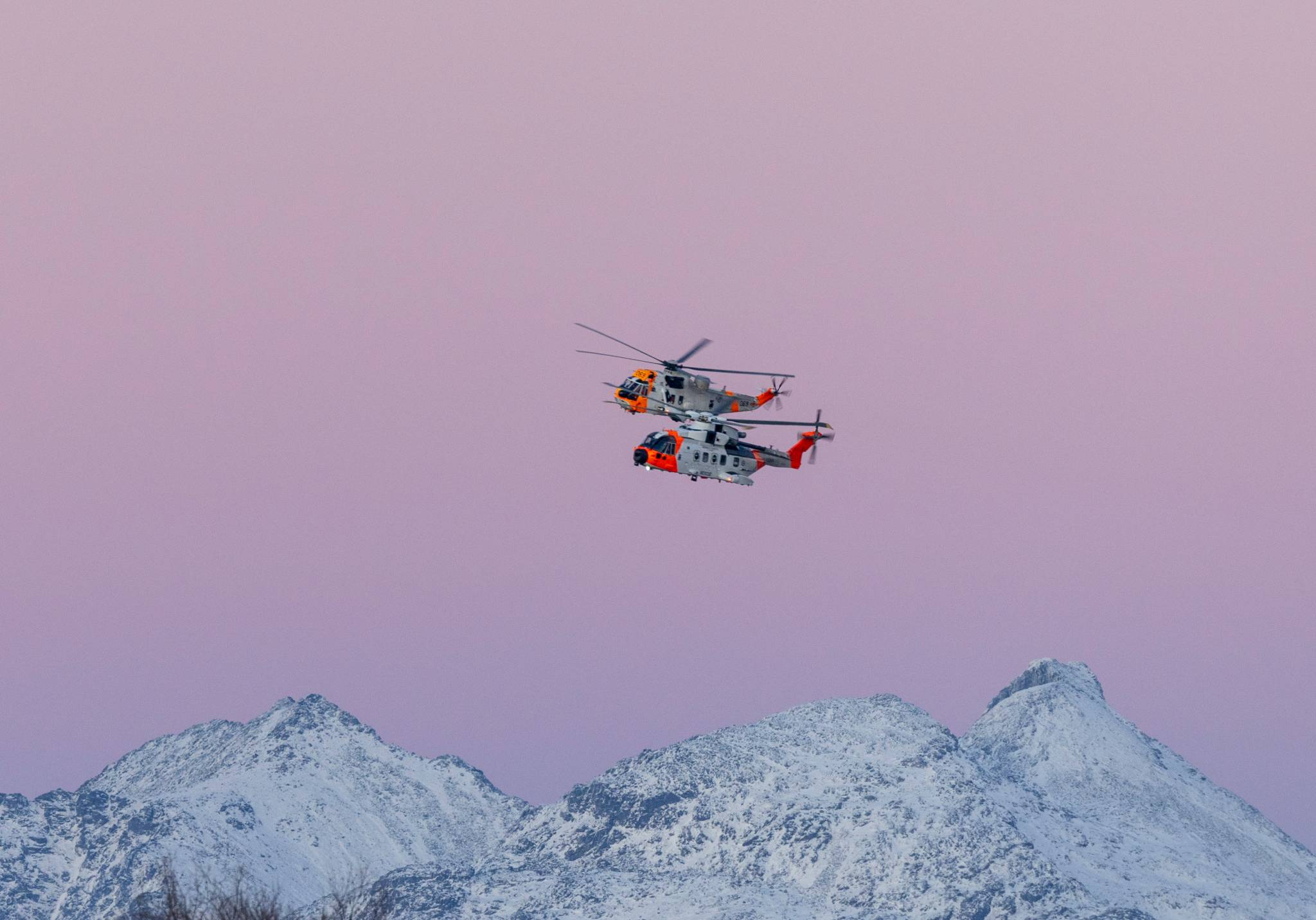
Sea King och dess modernare ersättare SAR Queen under anflygning till Rygge flystajson i samband med byte av helikoptertyp i december 2023
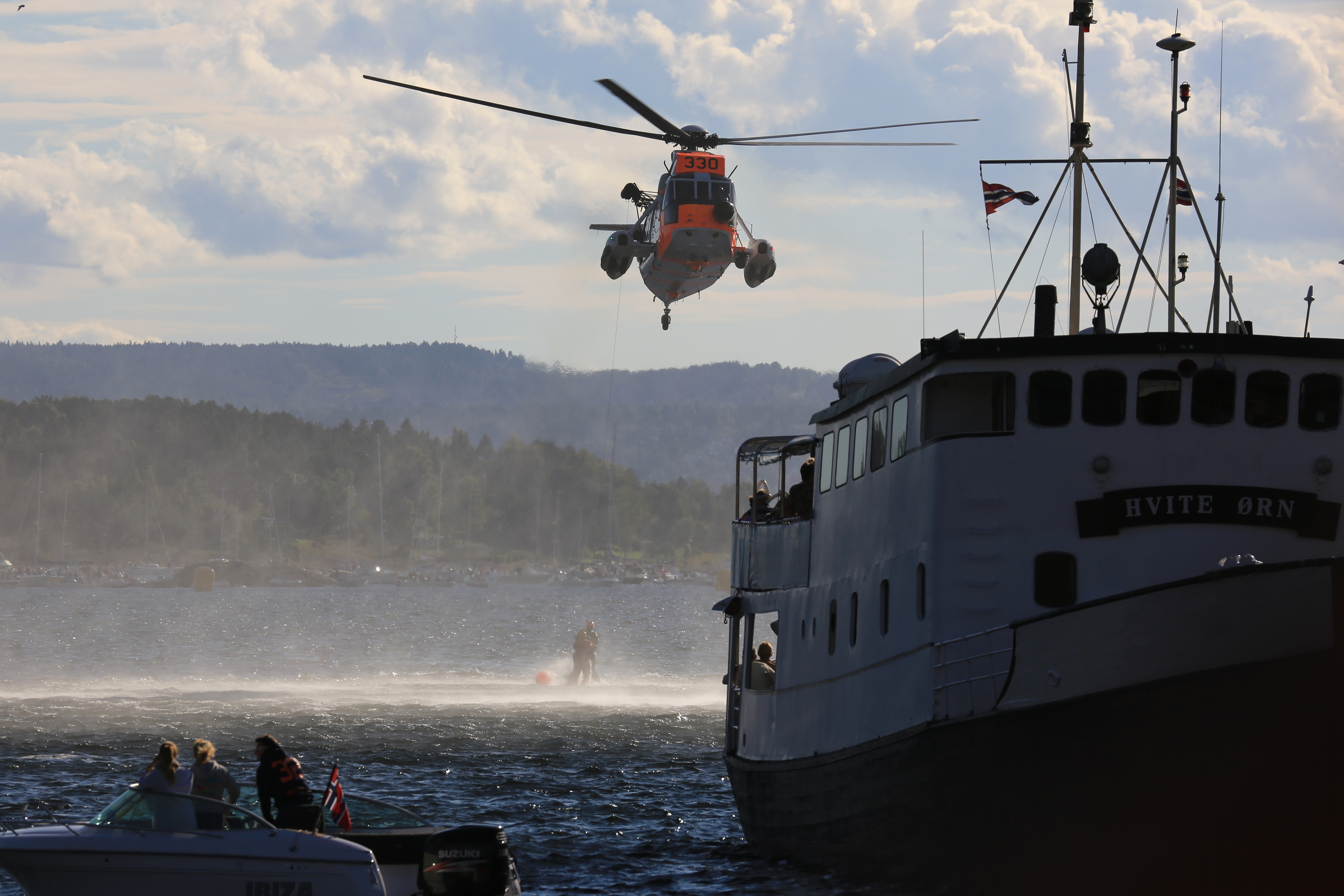
Demonstration av räddningsaktion i Oslofjorden